# Немировичі-Щити
Немировичі-Щити або Щити-Немировичі або Щити (пол. Niemirowiczowie-Szczyttowie, Szczyttowie-Niemirowiczowie, Szczyttowie) — шляхетська династія гербу Яструбець, що походила з Великого князівства Литовського і Руського. Пізніше — українські та польські шляхетські роди, а також сенаторський рід Речі Посполитої.

## Історія
Засновником шляхетського роду вважається Іван Немиря із Уселюба, урядник Великого князя Литовського і Руського Вітовта та намісник Полоцький, який разом із 46 іншими боярами Великого князівства Литовського і Руського брав участь в підписанні Городельській унії з Польщею 1413 року. Тоді частина української та білоруської шляхти здобули право на користування польськими гербами та були прирівняні в правах до польської католицької шляхти. Намісник Полоцький Іван Немиря отримав герб «Яструбець» від єпископа Краківського та канцлера коронного Войцеха Ястшембця та його племінника, каштеляна Брезинського Мартіна Лубниці.
За сучасними даними, із 47 родів, що отримали шляхетські герби в результаті Городельської унії, до наших днів дожили лише два. Це спадкоємці Немировичів-Щитів (нащадки Івана Неміри що мають різні прізвища) та рід Радзивілів (нащадки Христина Остика).
У XV—XVI століттях нащадки Івана Немирі — рід Немировичів — належав до найвищої шляхетської еліти Великого князівства Литовського і Руського. Також вони були пов'язані родинними зв'язками з наймогутнішими родами тодішніх українських та литовських князів: Сапігами, Радзивилами, Кішками, Забрезинськими, Іллінічами, Глібовичами. Вони брали участь у численних дипломатичних місіях, обіймали важливі урядові, представницькі та воєводські посади. Вони отримували володіння, особливо за заслуги перед династією Яґелонів. Миколай Немирович, син Івана Немирі, був одним із тих панів, які звели на Великокнязівський престол Казимира Яґелона.
25 лютого 1518 року імператор Максиміліан I надав родині Немировичів/Щитів титул спадкового палатина (лат. comes palatinus) з правом надавати нове лицарство (особисте шляхетство) разом із Орденом Лицаря Золотої Остроґи.
Головною резиденцією родини Немировичів у той період був Уселюб, а дві церкви, засновані родиною Немировичів, у Уселюбі та Ішколді (на Берестейщині), нині найстаріші збережені пам'ятки в Білорусі.
На межі 16—17 століть відбулося тимчасове зниження значення роду, спричинене його вимиранням (зокрема бездітною смертю Київського воєводи Андрія Немировича; та старости Черкаського і Канівського Іван Немирович Пенько і його дружини Ганна Сапіги), а також втрати, зазнані у війні з Московією Миколою Немировичем-Щитом та його синами в полоні Івана Грозного. Через що, три з чотирьох чоловічих гілок синів Івана Немирі вимерли. По чоловічій лінії продовжилась лише гілка дипломата Івана Івановича Немировича, та його сина Берестрейського старости Якова, що взяв прізвище Немирович-Щит (Szczytt-Niemirowicz/Szczyt).
Значення роду знову зросло в середині XVII століття за часів Юстиніана Немировича-Щита. Від його синів походять чотири гілки Немировичів-Щитів:
- з резиденцією у Кажан-Городку — Іван Кристофа Немірович-Щит, його сини Йосип і Кристоф;
- з резиденцією в Юховицях — по чоловічій ліній пресіклись на початку ХІХ ст.
- з резиденцією у Тобольках та Юстиняві — по чоловічій ліній пресіклись на початку ХХ ст.
- з резиденцією у Верхов'ях — нащадки Адама Немировича-Щита.